# Rio Batovi
Rio Batovi är ett vattendrag i Brasilien.   Det ligger i delstaten Mato Grosso, i den centrala delen av landet, 700 km nordväst om huvudstaden Brasília.
I omgivningarna runt Rio Batovi växer i huvudsak städsegrön lövskog. Trakten runt Rio Batovi är nära nog obefolkad, med mindre än två invånare per kvadratkilometer.